# Pipunculus mirabilis
Pipunculus mirabilis är en tvåvingeart som beskrevs av Enrico Adelelmo Brunetti 1912. Pipunculus mirabilis ingår i släktet Pipunculus och familjen ögonflugor. Inga underarter finns listade i Catalogue of Life.